# Cyrtolabulus gracilis
Cyrtolabulus gracilis är en stekelart som först beskrevs av Kohl 1906.  Cyrtolabulus gracilis ingår i släktet Cyrtolabulus och familjen Eumenidae. Inga underarter finns listade i Catalogue of Life.